# Francisc Vaștag
Francisc „Feri“ Vaștag (Ausspracheⓘ; * 26. November 1969 in Reșița, Kreis Caraș-Severin) ist ein ehemaliger rumänischer Boxer und Boxtrainer.

## Karriere als Boxer
Vaștag begann mit dem Boxen bei CSM Reșița, wo Vasile Bala sein erster Trainer war. Später trat er noch für die Vereine Dinamo Bukarest, Selena Bacău und Freedom Star Farul Constanța (1993–1996) an. 
Er gewann 1986 die Goldmedaille im Halbweltergewicht bei den Junioren-Europameisterschaften in Kopenhagen, wobei er im Finale den amtierenden Junioren-Weltmeister Jörg Teiche bezwang. 1987 gewann er zudem die Goldmedaille im Weltergewicht bei den Junioren-Weltmeisterschaften in Havanna. 1988 nahm er an den Olympischen Spielen in Seoul teil, wurde dort jedoch in der Vorrunde beim Kampf gegen Abdoukerim Hamidou aufgrund eines Tiefschlages disqualifiziert.
Bei den Europameisterschaften 1989 in Athen unterlag er im ersten Kampf knapp mit 2:3 gegen den amtierenden Europameister Borislaw Abadschiejew. Er nahm jedoch anschließend noch an den Weltmeisterschaften 1989 in Moskau teil und gewann die Goldmedaille im Weltergewicht, nachdem er sich gegen Joe Lowe, Mujo Bajrović, Min Nam-hyon, Raúl Márquez und Siegfried Mehnert durchgesetzt hatte. Er wurde damit der erste rumänische Boxweltmeister und gewann darüber hinaus die Wahl zum besten Boxer der WM, ungeachtet der Gewichtsklassen. 1990 gewann er die Goodwill Games in Seattle, wobei er im Finale erneut Raúl Márquez schlagen konnte.
Bei den Weltmeisterschaften 1991 in Sydney gewann er eine Bronzemedaille im Weltergewicht, nachdem er im Halbfinale knapp mit 24:26 gegen Andreas Otto unterlegen war. Bei den Olympischen Spielen 1992 in Barcelona schied er im Viertelfinale, beim Kampf um einen Medaillenplatz, gegen Aníbal Acevedo aus.
1993 gewann er im Halbmittelgewicht jeweils die Europameisterschaften in Bursa und die Weltmeisterschaften in Tampere. Bei der WM hatte er dabei Markus Beyer, Orhan Delibaş, Sergei Karawajew und Alfredo Duvergel besiegt. Im EM-Finale war ihm erneut ein Sieg gegen Orhan Delibaş gelungen. 1994 siegte er zudem beim Weltcup in Bangkok, wobei er unter anderem wieder Alfredo Duvergel schlagen konnte.
1995 gewann er in Berlin erneut den Weltmeistertitel im Halbmittelgewicht. Er hatte dabei unter anderem wieder Sergei Karawajew, Markus Beyer und Alfredo Duvergel geschlagen. 1996 gewann er im Halbmittelgewicht auch noch die Europameisterschaften in Vejle, wobei er im Finale Markus Beyer besiegt hatte. Diesem unterlag er dann jedoch in der Vorrunde bei den Olympischen Spielen 1996 in Atlanta.
Darüber hinaus war er Rumänischer Juniorenmeister 1985 im Federgewicht, Rumänischer Meister 1988 und 1989 im Weltergewicht, Rumänischer Meister 1990, 1991 und 1993 im Halbmittelgewicht, sowie Rumänischer Meister 1996 im Mittelgewicht.

## Nach dem Karriereende
Vaștag leitete von 2000 bis 2002 das Training der rumänischen Boxnationalmannschaft. Anfang 2004 übernahm er das Amt erneut, kündigte seinen Vertrag jedoch am 28. April 2006.
Im November 2004 wurde er zum Vizepräsidenten des rumänischen Boxverbandes ernannt. Am 28. Januar 2007 kandidierte er für das Amt des Verbandspräsidenten, erschien jedoch nicht bei der Hauptversammlung, so dass Amtsinhaber Rudel Obreja wiedergewählt wurde.

## Auszeichnungen
- Verdienter Meister des Sports 2000
- Nationaler Verdienstorden "Serviciul Credincios" (Treue Dienste) 2000
- Ehrenbürger von Constanța[17]

## Sonstiges
Vaștag ist der Vater zweier Söhne. Der ältere, Victor Vaștag (* 27. Februar 1990 in Reșița), debütierte am 17. Mai 2008 in der ersten Mannschaft von FCM Reșița in einem Spiel der zweiten rumänischen Fußball-Liga.